# Mas-Cabardès
Mas-Cabardès (okcitansko Lo Mas de Cabardés) je naselje in občina v južnem francoskem departmaju Aude regije Languedoc-Roussillon. Leta 1999 je naselje imelo 205 prebivalcev.

## Geografija
Kraj leži znotraj naravnega regijskega parka Haut-Languedoc (pokrajina Cabardès) ob reki Orbiel, 23 km severno od središča departmaja Carcassonna.

## Uprava
Mas-Cabardès je sedež istoimenskega kantona, v katerega so poleg njegove vključene še občine Caudebronde, Fournes-Cabardès, Les Ilhes, Labastide-Esparbairenque, Lastours, Les Martys, Miraval-Cabardès, Pradelles-Cabardès, Roquefère, Salsigne, La Tourette-Cabardès, Trassanel, Villanière in Villardonnel z 2.108 prebivalci.
Kanton Mas-Cabardès je sestavni del okrožja Carcassonne.